# ウイルソン・センター
ウィルソン・センター（Wilson Center、正式名称は「研究者のためのウッドロウ・ウィルソン国際センター (Woodrow Wilson International Center for Scholars)」）は、「ウッドロウ・ウィルソンの理念と懸念を記憶にとどめるべく、思想と政治を結び付け、国内および世界の政策と学術に関わる多様な人々の間に研究と学術討論と協力を促進すること」を目的として、1968年に米国議会がスミソニアン学術協会の下に設置したシンクタンクである。
2012年1月に国連大学が世界のシンクタンクについてまとめた報告書では、全米8位、全世界で15位に位置付けられている。

## 研究プログラム
ウイルソン・センターの研究活動は、地域ごと、課題分野ごとに以下のプログラム等にグループ分けされている。
アフリカ・プログラム、アジア・プログラム、カナダ研究所、ヨーロッパ研究、ケナン研究所、米中関係キッシンジャー研究所、ラ米プログラム、メキシコ研究所、ブラジル研究所、中東プログラム、比較都市研究、気候変動プログラム、中国環境フォーラム、歴史と公共政策プログラム、国際安全保障研究、米国と世界経済プログラム、科学技術革新プログラム

## 財政
ウィルソン・センターは大統領記念施設の一つであり、他の大統領記念施設と同様にその毎年の予算には議会の承認を要するものであるが、収入の約3分の2は民間からの寄付に依っている。

## 日本人フェロー等
同センターは研究者の国際交流を促進するために様々なフェローシップ等を提供し、毎年150名程度の学者を招聘している。その中で、メインのフェローシップ(flagship fellowship)は毎年15−20名程度選出されるフェローの大半が米国の研究者であるが、過去には2001-02年に松田武大阪外国語大学教授（当時、現在は京都外国語大学学長）、1995年-96年に藤原帰一東京大学社会科学研究所助教授（当時、現在は同法学部教授）が、1982-83年に長尾龍一東京大学法学部教授（当時、現在は同名誉教授）、2013-14年に豊田哲也国際教養大学准教授、2015年に浅野豊美早稲田大学政治経済学部教授、2017−18年に益田肇シンガポール国立大学歴史学部准教授がフェローを務めている。日本人で、全額出資を受ける正式なフェローに選出されたのは、この6人のみであり、アメリカ国内はじめ世界各地からの毎年700人を越える応募者の中から選出されるため、かなりの狭き門となっている
また、2009年から笹川平和財団の出資でJapan scholar programとして日本から客員研究員（英語表記は"Japan Scholar"）を採用しており、これまでに、川島真東京大学准教授（2009年度）、池内恵東京大学准教授（2009年度）、芦澤久仁子オックスフォード・ブルックス大学高級講師（当時）（2010年度）、福田伸生朝日新聞元ジャカルタ支局長（2010年度）、小碇美玲ハワイ大学教授（2011年度）、寺田貴同志社大学教授（2011年度）、西野純也慶応義塾大学准教授（2012年度）、太栄志ハーバード大学研究員(research associate) （2013年度・現衆議院議員）が採用されている。

## 参照
1. ↑  http://www.wilsoncenter.org/about-us
2. ↑  The Global Go to Think Tanks Report 2011 - The Leading Public Policy Research Organizations in the World, final United Nations University edition, January 18, 2012, available at http://www.fpri.org/research/thinktanks/GlobalGoToThinkTanks2011.pdf
3. ↑  http://www.wilsoncenter.org/sites/default/files/wilson_center_2012_annual_report.pdf
4. ↑  Center Announces Fellows for 2001-2002, http://www.wilsoncenter.org/article/center-announces-fellows-for-2001-2002 松田武の経歴については、http://gyouseki-web.kufs.ac.jp/html/123_ja.htmlを参照。
5. ↑  http://www.spf.org/jpus-j/fellowship/index.html
6. ↑  2011年度までの実績については、http://www.spf.org/jpus-j/fellowship/index.html を参照。2012年度の実績については、ウィルソン・センターのウェブサイト(http://www.wilsoncenter.org/fellowships-grants )（現時点での所属研究者を表示するもの）を参照。